# إثيل غري تيري
إثيل غري تيري (بالإنجليزية: Ethel Grey Terry)‏ هي ممثلة أمريكية، ولدت في 2 أكتوبر 1882 بأوكلاند في الولايات المتحدة، وتوفيت في 6 يناير 1931 بهوليوود في الولايات المتحدة.

## وصلات خارجية
- إثيل غري تيري على موقع IMDb (الإنجليزية)
- إثيل غري تيري على موقع ألو سيني (الفرنسية)
- إثيل غري تيري على موقع أول موفي (الإنجليزية)
- إثيل غري تيري على موقع قاعدة بيانات برودواي على الإنترنت (الإنجليزية)
- إثيل غري تيري على موقع قاعدة بيانات الأفلام السويدية (السويدية)
- إثيل غري تيري على موقع قاعدة بيانات الفيلم (الإنجليزية)
- إثيل غري تيري على موقع كينوبويسك (الروسية)